# إليزابيث نوكس
إليزابيث نوكس (بالإنجليزية: Elizabeth Knox)‏ (15 فبراير 1959، ويلينغتون في نيوزيلندا)؛ روائية نيوزيلندية.